# Wahlkreis Dunfermline West (Schottisches Parlament)
| Dunfermline East                         |
| ---------------------------------------- |
| Dunfermline West · Mid Scotland and Fife |
| Gebildet                                 |
| 1999                                     |
| Abgeschafft                              |
| 2011                                     |
| Regionen                                 |
| Fife                                     |

Dunfermline West war ein Wahlkreis für das Schottische Parlament. Er wurde 1999 als einer von neun Wahlkreisen der Wahlregion Mid Scotland and Fife eingeführt, die im Zuge der Revision der Wahlkreise im Jahre 2011 neu zugeschnitten wurde und weiterhin neun Wahlkreise umfasst. Hierbei wurde der Wahlkreis Dunfermline West abgeschafft. Er umfasste die Stadt Dunfermline sowie die westlichen Gebiete der Council Area Fife. Die Gebiete des ehemaligen Wahlkreises sind weitgehend in dem neuen Wahlkreis Dunfermline aufgegangen. Bei Zensuserhebung 2001 lebten insgesamt 68.184 Personen innerhalb seiner Grenzen. Es wurde ein Abgeordneter entsandt. 

## Wahlergebnisse

### Parlamentswahl 1999
| Ergebnisse der Parlamentswahl 1999 | Ergebnisse der Parlamentswahl 1999 | Ergebnisse der Parlamentswahl 1999 | Ergebnisse der Parlamentswahl 1999 |
| Partei                             | Kandidat                           | Stimmen                            | %                                  |
| ---------------------------------- | ---------------------------------- | ---------------------------------- | ---------------------------------- |
| Labour                             | Scott Barrie                       | 13,560                             | 44,2                               |
| SNP                                | Douglas Chapman                    | 8539                               | 27,8                               |
| Liberal Democrats                  | Elizabeth Harris                   | 5591                               | 18,2                               |
| Conservative                       | James Mackie                       | 2981                               | 9,7                                |

### Parlamentswahl 2003
| Ergebnisse der Parlamentswahl 2003               | Ergebnisse der Parlamentswahl 2003 | Ergebnisse der Parlamentswahl 2003 | Ergebnisse der Parlamentswahl 2003 | Ergebnisse der Parlamentswahl 2003 |
| Partei                                           | Kandidat                           | Stimmen                            | %                                  | ±                                  |
| ------------------------------------------------ | ---------------------------------- | ---------------------------------- | ---------------------------------- | ---------------------------------- |
| Labour                                           | Scott Barrie                       | 8664                               | 34,3                               | −9,9                               |
| Independent Campaign for Local Hospital Services | David Wishart                      | 4584                               | 18,2                               | +18,2                              |
| SNP                                              | Brian Goodall                      | 4392                               | 17,4                               | −10,4                              |
| Liberal Democrats                                | Jim Tolson                         | 3636                               | 14,4                               | −3,8                               |
| Conservative                                     | Jim Mackie                         | 1868                               | 7,4                                | −2,3                               |
| Socialist                                        | Andy Jackson                       | 923                                | 3,7                                | +3,7                               |
| Parteilos                                        | Alastair Harper                    | 714                                | 2,8                                | +2,8                               |
| Parteilos                                        | Damien Quigg                       | 459                                | 1,8                                | +1,8                               |
| Wahlbeteiligung: 25.240 (46,41 %)                |                                    |                                    |                                    |                                    |

### Parlamentswahl 2007
| Ergebnisse der Parlamentswahl 2007 | Ergebnisse der Parlamentswahl 2007 | Ergebnisse der Parlamentswahl 2007 | Ergebnisse der Parlamentswahl 2007 | Ergebnisse der Parlamentswahl 2007 |
| Partei                             | Kandidat                           | Stimmen                            | %                                  | ±                                  |
| ---------------------------------- | ---------------------------------- | ---------------------------------- | ---------------------------------- | ---------------------------------- |
| Liberal Democrats                  | Jim Tolson                         | 9952                               | 33,7                               | +19,3                              |
| Labour                             | Scott Barrie                       | 9476                               | 32,1                               | −2,2                               |
| SNP                                | Len Woods                          | 7296                               | 24,7                               | +7,3                               |
| Conservative                       | Peter Lyburn                       | 2363                               | 8,0                                | +0,6                               |
| Scottish Voice                     | Susan Archibald                    | 438                                | 1,5                                | +1,5                               |
| Wahlbeteiligung: 29.525 (51,84 %)  |                                    |                                    |                                    |                                    |